# مصدر تثنوي
- مخطط يُظهر مؤلفي ومحرري الأسفار الخمسة (التوراة) وفقًا للفرضية الوثائقية
- J: يهوي (قرن 10–قرن 9 ق.م.)[1][2]
- E: إلوهيمي (قرن 9 ق.م.)[1]
- Dtr1: مؤرخ تثنوي في بداية (قرن 7 ق.م.)
- Dtr2: مؤرخ تثنوي في نهاية (قرن 6 ق.م.)
- P*: كهنوتي (قرن 6–قرن 5 ق.م.)[3][2]
- D†: تثنوي
- R: تنقيح
- DH: تاريخ تثنوي (أسفار يشوع والقضاة وصموئيل والملوك)

المصدر التثنوي الذي يُعرف اختصارًا بالرمز Dtr أو ببساطة D هو مصطلح قد يشير الوثيقة المصدرية التي تقوم عليها الأصحاحات (12-26) من سفر التثنية، أو إلى كل سفر التثنية والتاريخ التثنوي الذي يشمل أسفار يشوع والقضاة وصموئيل الأول والثاني والملوك الأول والثاني وإرميا عند بعض العلماء.
يعد المصدر التثنوي أحد المصادر التي حُدّدت من خلال نقد المصدر باعتباره أساسًا لقدر كبير من نص الكتاب المقدس العبري. من المتفق عليه عمومًا بين علماء نقد المصادر، أن سفر التثنية والتاريخ التثنوي كُتبا بشكل مستقل عن أسفار التكوين والخروج واللاويين والعدد (الأسفار الأربعة الأولى من التوراة، والتي يطلق عليها أحيانًا "الأسفار الأربعة"، ومصادرها هي المصدر الكهنوتي والمصدر اليهوي والمصدر الإلوهيمي)، وأسفار أخبار الأيام؛ ويُرجع معظم العلماء تاريخ تأليفه كله أو معظمه إلى فترة السبي البابلي (القرن السادس قبل الميلاد)، ويربطون زمن تأليفه بزمن إعادة الصياغة التحريرية للأسفار الأربعة وسفر إرميا.
استدل مارتن نوث على وجود المصدر التثنوي لوجود وحدة في اللغة والمحتوى بين الأسفار بدءً من سفر التثنية وحتى سفر الملوك الثاني.

## خلفية
منذ منتصف القرن العشرين الميلادي، اعتقد العلماء أن كتبة المصدر التثنوي كانوا لاويين محليين، أو أنبياء في مملكة إسرائيل الشمالية، أو حكماء وكتبة في البلاط الملكي. فسّرت دراسات حديثة أن كتبة النص يشملون كل هذه المجموعات، وعادة ما يُفسّر نشأة وتنامي المصدر التثنوي بالتسلسل التالي:
- بعد تدمير مملكة إسرائيل (المملكة الشمالية) على يد الآشوريين سنة 722 ق.م.، فرّ لاجئون جنوبًا إلى مملكة يهوذا حاملين معهم النصوص، ولا سيما مفهوم يهوه باعتباره الإله الوحيد الذي يجب أن يُعبد، وهو مفهوم لم يكن معروفًا من قبل. من بين أولئك الذين تأثروا بهذه الأفكار الجديدة، كان طبقة الأرستقراطيون من ملاك الأراضي (الذين يُطلق عليهم في الكتاب العبري "شعب الأرض"عزرا 4: 4) الذين شكّلوا النخبة الإدارية في القدس.
- في سنة 640 ق.م.، حدثت أزمة في مملكة يهوذا عندما قُتل الملك آمون. قمع الأرستقراطيون محاولة انقلاب، وقتلوا منظميها، وأجلسوا يوشيا بن آمون البالغ من العمر ثماني سنوات على العرش.
- كانت مملكة يهوذا في ذلك الوقت تابعة للآشوريين، وكان الآشوريون قد بدأوا في الانحدار السريع غير متوقع في قوتهم، مما أدى إلى عودة ظهور القومية في القدس. ففي سنة 622 ق.م.، أطلق الملك يوشيا إصلاحه، الذي بناه على شكل مبكر من سفر التثنية (أصحاحات 5-26)، والذي صيغ كعهد (معاهدة) بين شعب يهوذا والإله يهوه حيث حلّ الإله يهوه محل الملك الآشوري.
- بحلول نهاية القرن السابع قبل الميلاد، حلّت الإمبراطورية البابلية الحديثة محل الآشوريين. أدّت صدمة تدمير القدس على يد البابليين سنة 586 ق.م.، والنفي الذي أعقب ذلك، إلى الكثير من التفكير الديني حول معنى المأساة، مما جعل كتبة المصدر التثنوي يُفسّرونها بأن بني إسرائيل لم يكونوا مخلصين ليهوه، فكان النفى عقاب من الإله.
- بحلول سنة 540 ق.م. تقريبًا، كان البابليون أيضًا في حالة تدهور سريع حيث كانت القوة الصاعدة التالية، الإمبراطورية الأخمينية، تتحتل أراضيها بشكل مطرد. ومع تزايد احتمالية نهاية القمع البابلي، أُعطي للنص التثنوي مقدمة جديدة، وأُلحقت بالأسفار التاريخية كمقدمة دينية شاملة.
- كانت المرحلة الأخيرة هي إضافة بعض القوانين الإضافية بعد سقوط بابل في أيدي الفرس سنة 539 ق.م.، وعودة بعض المنفيين (في الواقع جزء صغير فقط)[14] إلى القدس.

## النص التثنوي

### سفر التثنية
تشكّل سفر التثنية من خلال عملية معقدة بدأت على الأرجح منذ القرن السابع قبل الميلاد حتى أوائل القرن الخامس قبل الميلاد، وهو يتألف من استهلال تاريخي؛ ومقدمة؛ وقانون تثنوي [الإنجليزية] يليه بركات ولعنات؛ وخاتمة. يُشكّل القانون (الأصحاحات 12-26) جوهر السفر. يروي لنا سفر الملوك الثاني (أصحاحات 22-23) كيف عُثر على "سفر الشريعة"، المعروف عادةً بالقانون، في الهيكل في عهد الملك يوشيا. بحسب القصة، دفعت قراءة السفر الملك يوشيا إلى الشروع في سلسلة من الإصلاحات الدينية، لذا يُعتقد أنه كُتب لتحقيق هذا البرنامج الإصلاحي. ومع ذلك، فمن المقبول عمومًا أن بعض الشرائع على الأقل كانت أقدم بكثير من زمن الملك يوشيا. أُضيفت المقدمة (سفر التنثنية 4: 44 حتى 11: 32) في زمن يوشيا، لتظهر بذلك أقدم نُسخ سفر التثنية ككتاب، وأضيف إليه لاحقًا الاستهلال التاريخي (سفر التثنية 1:1 حتى 4:43) حتى يُصبح سفر التثنية مقدمة للتاريخ التثنوي بأكمله (من سفر التثنية حتى أسفار الملوك).

### التاريخ التثنوي
صيغ هذا المصطلح سنة 1943م على يد العالم الكتابي الألماني مارتن نوث لشرح كيفية نشأة أسفار يشوع والقضاة وصموئيل والملوك. زعم نوث أن هذه الأعمال كانت من عمل مؤلف/مُجمّع واحد في القرن السادس قبل الميلاد سعى من ورائها إلى شرح الأحداث الأخيرة (سقوط القدس والسبي البابلي) باستخدام لاهوت ولغة سفر التثنية. استخدم المؤلف مصادره بقوة شديدة، فصور قصة يشوع كغزو عظيم موجه من الإله، وأحداث القضاة كدورة تمرد ثم خلاص، وقصص الملوك ككارثة متكررة بسبب عصيان الإله. شهدت أواخر الستينيات بداية سلسلة من الدراسات التي عدّلت مفهوم نوث الأصلي. ففي سنة 1968م، أجرى فرانك مور كروس مراجعة مهمة، مشيرًا إلى أن التاريخ كُتب لأول مرة في الواقع في أواخر القرن السابع قبل الميلاد كجزء من برنامج الملك يوشيا الإصلاحي (النسخة "Dtr1")، ولم تتم مراجعته وتحديثه إلا لاحقًا في القرن السادس قبل الميلاد (النسخة "Dtr2"). صوّرت النسخة "Dtr1" التناقض في تاريخ بني إسرائيل بين إدانة الله لمملكة يربعام العاصية الشمالية (الذي أقام عجولًا ذهبية لتُعبد في بيت إيل ودان) وبين مملكة يهوذا الفاضلة التي حكمها الملك الأمين داود، والتي يُصلحها الملك البار يوشيا. أضافت النسخة "Dtr2" التي كُتبت في المنفي إلى النسخة "Dtr1" تحذيرات من انتهاك العهد، والعقاب الحتمي والنفي لمملكة يهوذا العاصية (وفق وجهة نظر النسخة "Dtr2").
ربما يكون نموذج "التنقيح المزدوج" لكروس هو الأكثر قبولًا على نطاق واسع، لكن عددًا كبيرًا من الباحثين الأوروبيين يفضلون النموذج البديل الذي طرحه رودولف شميند وتلاميذه. يرى هذا النموذج أن نوث كان على حق في تحديد زمن تأليف التاريخ في القرن السادس قبل الميلاد، ولكن حدثت تنقيحات أخرى بعد كتابته الأولي، بما في التنقيح القانوني "nomistic" (من الكلمة اليونانية التي تعني "قانون"، التي يُرمز له بالرمز "DtrN")، وتنقيح آخر متعلق بالأنبياء، يُرمز له بالرمز "DtrP". لبعض الوقت، تمتع وجود التاريخ التثنوي بمكانة "قانونية" في الدراسات الكتابية. ومع ذلك، أشار غاري نوبرز في سنة 2000م إلى أنه "في السنوات الخمس الماضية، أعرب عدد متزايد من المعلقين عن شكوك جدية حول المبادئ الأساسية لدراسة نوث الكلاسيكية."

### سفر إرميا وأدب الأنبياء
كُتبت المواعظ النثرية في سفر إرميا بأسلوب ونظرة قريبة إلى حد كبير من أسلوب ونظرة التاريخ التثنوي. يختلف العلماء حول القدر الذي يُنسب من السفر إلى إرميا نفسه، وكم يُنسب إلى تلاميذ لاحقين، حدّد الباحث السويسري توماس رومر أنه حدث تنقيحان تثنويان لسفر إرميا في وقت ما قبل نهاية السبي (ما قبل سنة 539 ق.م.) في عملية شملت أيضًا أسفار الأنبياء عاموس وهوشع. في إشارة منه إلى "مؤلفي" الأعمال التثنوية، سجل النص الكتابي أن النبي إرميا استخدم كُتّابًا مثل باروخ لكتابته. ومن الجدير بالذكر أيضًا أن التاريخ التثنوي لم يذكر إرميا أبدًا، ويعتقد بعض العلماء أن كتبة سفر إرميا يُمثّلون حزبًا متميزًا من كتبة التاريخ التثنوي "DtrH"، ذوي أجندات متعارضة.

## اللاهوت التثنوي
يُنظر إلى سفر التثنية على أنه عهد (معاهدة) بين بني إسرائيل ويهوه، الذي اختار بني إسرائيل كشعب له، وطلب من بني إسرائيل أن يعيشوا وفقًا لشريعته، فتكون إسرائيل دولة دينية يكون يهوه فيها هو السيد الإلهي. تتفوق الشريعة على جميع مصادر السلطة الأخرى، بما في ذلك الملوك والمسؤولين الملكيين، ويكون فيها الأنبياء هم حراس الشريعة التي أُعطيت لموسى كاملة مُعلنًا فيها إرادة الإله، والتي لا تحتاج إلى إضافات إليها.
وبموجب العهد، وعد يهوه بني إسرائيل بأرض كنعان، لكن الوعد كان مشروطًا: حيث إذا خان بني إسرائيل، فسيفقدون الأرض. يتناول التاريخ التثنوي نجاحات بني إسرائيل وإخفاقاتهم نتيجة الإخلاص الذي يجلب النجاح، أو العصيان الذي يجلب الفشل؛ وأن تدمير مملكة إسرائيل على يد الآشوريين (سنة 721 ق.م.) ومملكة يهوذا على يد البابليين (سنة 586 ق.م.) كان عقابًا من يهوه لاستمرارهم في الخطيئة. يصر سفر التثنية على مركزية العبادة "في المكان الذي يختاره الرب إلهك"؛ ولم يذكر سفر التثنية أبدًا أين سيكون هذا المكان، لكن أسفار الملوك أوضحت أنه القدس. يظهر أيضًا النص التثنوي اهتمامًا خاصًا بالفقراء والأرامل والأيتام، وأن جميع بني إسرائيل هم إخوة وأخوات، وكل منهم سيُسأل أمام الإله عن معاملته لقريبه. يمتد هذا الاهتمام بالمساواة والإنسانية أيضًا إلى الغرباء الذين يعيشون بين بني إسرائيل. وكثيراً ما يُقرن ذكر الغرباء مع ذكر رعاية الأرامل والأيتام. علاوة على ذلك، هناك وصية خاصة بمحبة الغريب.

## وصلات خارجية
- المصدر التثنوي
- The Deuteronomist source (Dtr1) isolated, at wikiversity
- The Deuteronomist source (Dtr2) isolated, at wikiversity
- The narrative of Deuteronomy in isolation, at wikiversity